# Ла-190
Ла-190 — советский одноместный истребитель-перехватчик разработки ОКБ-301. На Ла-190 впервые в СССР была превышена скорость звука в горизонтальном полёте. В серию самолёт не передавали.

## История
На Ла-190 стоял ТРДФ АЛ-5 (тяга 49,05 кН) конструкции А. М. Люльки. Самолёт представлял собой среднеплан с крылом стреловидностью 55 градусов и необычным шасси велосипедной схемы — носовая и основная опоры установлены тандемом под фюзеляжем, а дополнительные опоры были смонтированы под крылом.

Значительно больший по размерам, чем предыдущие истребители Лавочкина, Ла-190 нёс вооружение из двух 37-мм пушек Н-37.

На испытаниях в 1951 году была выявлена неустойчивая работа двигателя. Тем не менее на самолёте удалось достигнуть на высоте 5000 м скорости 1190 км/ч.

## Лётно-технические характеристики

### Технические характеристики
- Экипаж: 1 человек
- Длина: 16,35 м
- Высота: 4,40 м
- Размах крыла: 9,90 м
- Площадь крыла: 38,93 м²
- Масса:
  - пустого: 7315 кг
  - максимальная взлетная: 9257 кг
- Двигатели:
- ТРДФ АЛ-5
- тип двигателя: турбореактивный
- количество: 1
- максимальная тяга: 1 х 5000 кгс

### Лётные характеристики
- Максимальная скорость: 1190 км/ч
- Крейсерская скорость: 965 км/ч
- Дальность на крейсерской скорости: 1150 км
- Практический потолок: 15 600 м
- Скороподъемность: 3 340 м/мин.

### Вооружение
- две 37-мм пушки Н-37